# Lucy Bronze
Lucy Bronze   (Berwick-upon-Tweed, 28 d'octubre de 1991) és una defensa/centrecampista del Futbol Chelsea i la Selecció d'Anglaterra amb la qual ha jugat més de 100 partits des del 2013, incloent tres Mundials i dues Eurocopes, participant en la medalla de bronze mundial del 2015, on va marcar els gols decisius de les victòries d'Anglaterra a vuitens i quarts de final i en el títol a l'Eurocopa de 2022.
Anteriorment va jugar al Sunderland, Everton, Liverpool, Olympique de Lió i Manchester City (en dues etapes).
Bronze ha guanyat cinc títols de la Lliga de Campions Femenina de la UEFA, tres amb l'Olympique de Lió i dos amb el F.C. Barcelona. El 2019, quan era jugadora de l'Olympique de Lió, va ser la primera jugadora anglesa en guanyar el premi a la millor jugadora de la UEFA i va guanyar el primer Premi Globe Soccer Award.
Bronze va guanyar el The Best de la FIFA del 2020, quan acabava de tornar al Manchester City. El 2022 va ser nomenada Membre de l'Orde de l'Imperi Britànic (MBE).

## Primers anys
Lucia Roberta Tough Bronze va néixer el 28 d'octubre de 1991 a Berwick-upon-Tweed a la frontera entre Anglaterra i Escòcia a North East England d'un pare portuguès, Joaquim Bronze, i d'una mare anglesa, Diane née Tough És britànica-portuguesa i té dos germans: un germà gran, Jorge, que va néixer a Portugal, i una germana petita, Sophie. Van ser criats bilingües, tot i que Bronze ha dit que no se sent molt còmoda quan parla portuguès.
De petita era molt tímida i no parlava gaire en general. De petita, va començar a jugar a futbol amb el seu germà i els seus amics al Faro, Portugal. Va créixer al nord-est, vivint a Lindisfarne (Holy Island, on la seva àvia era la conserge del Lindisfarne Castle), a Belford i a Alnwick.
Després d'haver jugat a futbol a Belford, Bronze es va unir a l'Alnwick Town i es va quedar amb ells al nivell sub-11, però les regles de l'Associació Anglesa (FA) l'impedien continuar amb l'equip de nois quan complís dotze anys. A l'equip juvenil d'Alnwick, Bronze era la millor jugadora de l'equip, guanyant sis premis "home del partit" en vuit ocasions; l'entrenador tenia tanta intenció que ella continués jugant quan va complir els dotze anys que va ajudar a obrir un cas de discriminació contra la FA amb l'esperança que permetessin una excepció. No ho van fer, però van establir l'objectiu de donar suport a més equips de futbol de noies a les zones rurals del nord com a solució alternativa. Després de guanyar l'Eurocopa de 2022, es va instal·lar una placa en honor a Bronze com a part de la campanya "Where Greatness Is Made" al camp d'Alnwick.
Bronze va assistir a la Duchess's Community High School d'Alnwick amb la corredora de fons Laura Weightman i la futura companya d'equip d'Anglaterra Lucy Staniforth. Allí, jugava com a migcampista i era la capitana de l'equip de futbol, a més de participar en molts altres esports d'equip, incloent-hi la capitania d'equips de tennis i hoquei sobre herba (sent campiona del comtat almenys una vegada de cada tres); la FA li va comunicar que ja no podia jugar amb un equip masculí. Tot i que preferia els esports d'equip, Bronze va participar en molts altres, incloent arribar a les finals nacionals de cursa camp a través i pentatló, i, en un moment donat, amb l'objectiu d'anar als Jocs Olímpics com a corredora de 800 metres llisos. La seva mare és professora de matemàtiques i, aficionada a les matemàtiques, Bronze va rebre un premi de bronze a la competició benèfica d'United Kingdom Mathematics Trust.
Quan tenia disset anys, el 2009, Bronze va acabar sisè curs un any abans i es va traslladar a Carolina del Nord per estudiar a la Universitat de Carolina del Nord a Chapel Hill i jugar per l'equip de futbol femení Tar Heels de Carolina del Nord a nivell universitari. Va tornar a Anglaterra després d'un any, transferint-se a la Leeds Metropolitan University per continuar la seva carrera en ciències de l'esport, graduant-se el 2013. Va escriure la seva tesi sobre lesions del lligament creuat anterior en l'esport femení. A Leeds, va haver de treballar en un bar i a Domino's Pizza per mantenir-se.

## Trajectòria

### Sunderland
Bronze va començar a jugar amb el Sunderland a la categoria sub-12 ia la sub-16 es va convertir en capitana.
Es va unir al primer equip als 16 anys el 2007. El 2007-08 va ser nomenada jugadora de l'any pels entrenadors i va ajudar el Sunderland a acabar tercer a la FA Women's Premier League Divisió Nord. A la següent temporada va guanyar la Divisió Nord i va ascendir a la Divisió Nacional. Va ser nomenada Jugadora del Partit en la final de la Women's FA Cup de 2009 contra l'Arsenal.
Després d'un any a la Universitat de Carolina del Nord a Chapel Hill, va tornar a Anglaterra el 2010 i va continuar jugant amb el Sunderland. Bronze ha acreditat haver estat testimoni de l'«enorme espectacle» del futbol femení als Estats Units, a més d'haver experimentat la mentalitat en l'entrenament allà, com a inspiració per a la seva carrera.

### Everton (2010-2012)
Al setembre de 2010 es va anunciar que Bronze havia signat un contracte amb el Everton, amb qui va debutar a la Lliga de Campions. Va debutar amb l'Everton contra el MTK a Hongria. Tot i així, va continuar jugant amb el Sunderland fins al començament de la FA Women's Super League de 2011.
Durant tot el seu temps a l'Everton, Bronze es va recuperar d'una lesió anterior al genoll; no jugava sovint i va continuar treballant principalment a Domino's. Va jugar en sis partits amb l'Everton durant la lliga 2011, començant-ne cinc a la banqueta. L'Everton va acabar en tercer lloc de la lliga, amb un rècord de 7 victòries, 4 empats i 3 derrotes. Durant la temporada 2012, va començar de titular deu dels onze partits que va disputar. Va marcar el seu primer gol amb l'Everton en una victòria 2–0 contra el Liverpool. L'Everton va acabar la temporada tercer i amb idèntiques estadístiques: 7 victòries, 4 empats i 3 derrotes. Bronze va passar els dos anys després de les cirurgies del genoll utilitzant el que va aprendre en la seva carrera de ciències de l'esport per crear el seu propi pla de rehabilitació. L'experta i exjugadora Alex Scott, que jugava a la mateixa posició que Bronze, va dir més tard que els anys que Bronze va passar decidida a superar la seva lesió van ser fonamentals per desenvolupar la força física i mental per assolir el seu nivell.

### Liverpool (2012-2014)

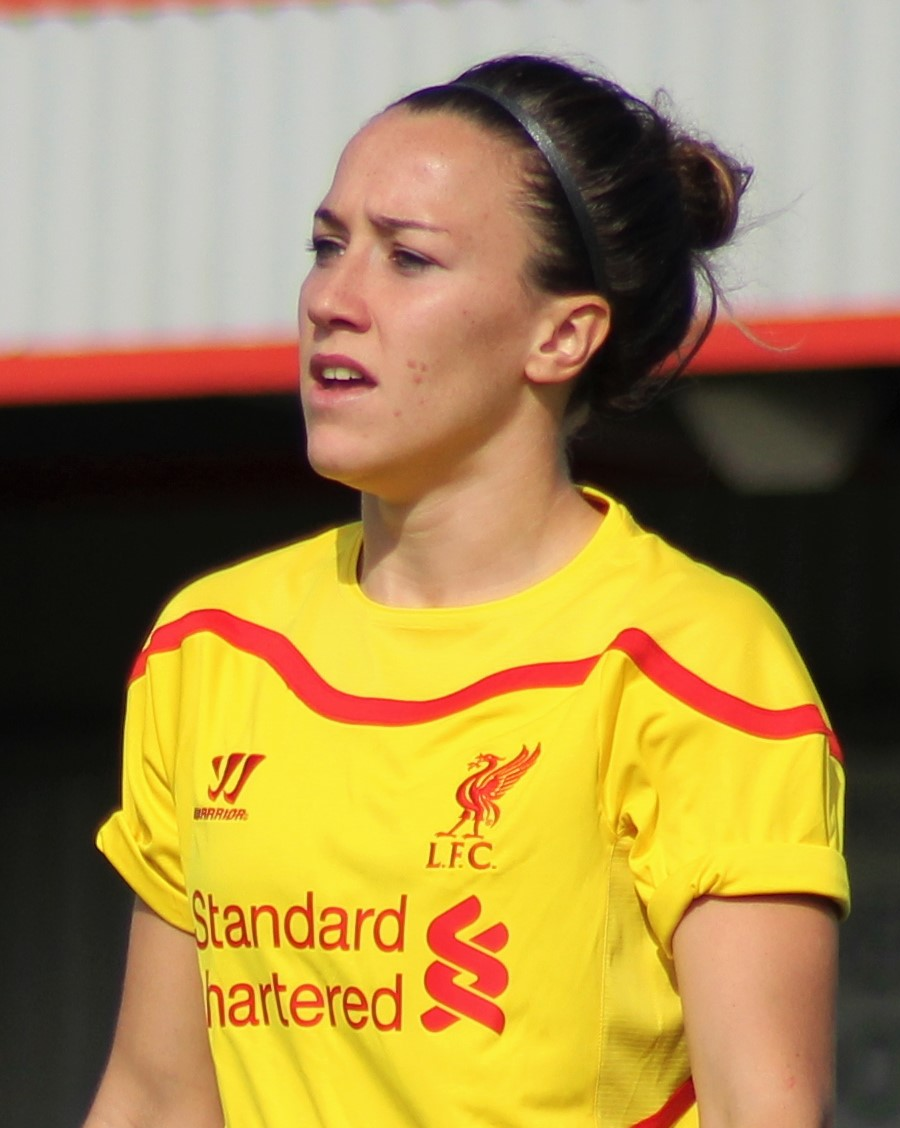
Jugant pel Liverpool, 2014

Al novembre de 2012, Bronze se'n va anar de l'Everton per a ser fitxada pel seu rival ciutadà, el Liverpool.
Amb el Liverpool, Bronze va guanyar l'FA WSL en 2013 i 2014 i va ser nomenada Jugadora de l'Any de les Jugadores per la PFA.

### Manchester City (2014-2017)
El 17 de novembre de 2014 es va anunciar que Bronze havia signat un contracte amb el Manchester City. En el seu primer any amb el club, 2015, va marcar dos gols jugant com a defensa, ajudant a l'equip a acabar segon a la lliga i classificar-se per a la Lliga de Campions per primera vegada.
El 2016, el Manchester es va convertir en campió invicte de la lliga i només va concedir quatre gols. Bronze va marcar el gol guanyador a la Copa de la Lliga i va ser nomenada Jugadora de l'Any per les Jugadores de la WSL 1. En el primer any del club a la Lliga de Campions, va marcar dos gols i va assistir per a dos més. L'equip va avançar fins a les semifinals del campionat 2016-17.
El 23 d'abril del 2017 va ser nomenada Jugadora de l'Any de la PFA, seleccionada per a l'Equip de l'Any de la WSL per la PFA i per al de la Lliga de Campions. A més va estar entre les finalistes del premi a la Jugadora de l'Any de la UEFA i el del Premi The Best FIFA.

### Olympique Lyon (2017-2020)
L'agost de 2017, Bronze va signar un contracte de tres anys amb l'Olympique de Lió. A la Lliga de Campions 2017-18, Bronze va jugar 8 partits i va marcar dos gols, ajudant el club a guanyar la competició. A la Division 1 Féminine, va jugar 19 partits, va marcar dos gols i van consiguir el títol. Bronze va ser inclosa a l'Equip de l'Any de la D1 i de la Lliga de Campions. Va estar entre les finalistes de la Pilota d'Or 2018 i va estar nominada per al Premi a la Millor Jugadora d'Europa de la UEFA. i al de Millor Jugadora de la FIFA.

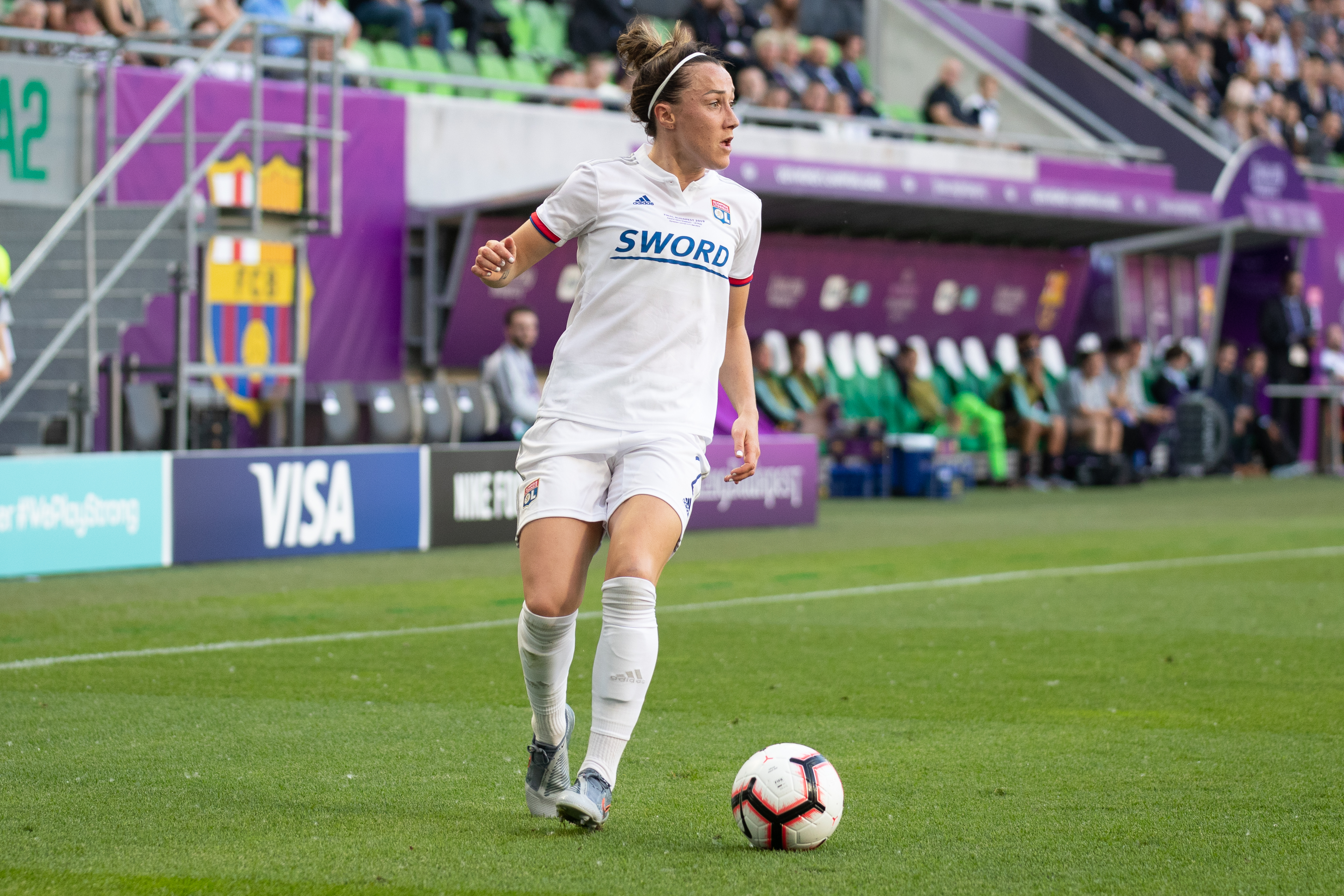
Defensant els colors de l'Olympique Lyonnais, 2019

Durant la temporada 2018-19, Bronze va jugar en 29 partits entre totes les competicions i va fer dos gols. Va guanyar la seva segona D1, la Coupe de France i la Lliga de Campions. Va quedar segona a la Pilota d'Or 2019, va guanyar el premi a la Millor Jugadora de la UEFA y va acabar tercera en la votació del premi The Best.
Bronze va ajudar el Lyon a guanyar el Trophée des Championnes el 2019 – un primer nou trofeu històric en contra Paris Saint-Germain. Al final de la temporada, Bronze va confirmar que deixaria el Lió, després de l'expiració del seu contracte. Va signar una breu pròrroga per participar al final de la Lliga de Campions, que van tornar a guanyar. Va guanyar nou trofeus en tres temporades amb el club. El desembre del 2020, després d'haver guanyat un triplet en la seva última temporada amb el Lió, va guanyar el premi a la millor jugadora de la FIFA, convertint-se en la primera defensa i la primera futbolista anglesa a fer-ho.

### Retorn al Manchester City (2020-2022)
El 8 de setembre de 2020 es va anunciar que tornava al Manchester City Women's Football Club signant un contracte de dos anys. La seva nova entrada al club la va veure afectada per lesions, però es va recuperar per tenir un impacte més tard a la temporada 2020-21. A finals de 2020, va ocupar el tercer lloc a la llista de les 100 millors produïda per Offside Rule i The Guardian, i a març de 2021 havia contribuït prou al City per situar-se encara en cinquè lloc al rànquing ESPN de les 50 millors jugadores femenines. A finals d'aquest mes, va fer un refús impressionant a la línia de gol per ajudar el City a guanyar per 2-1 contra el Futbol Club Barcelona als quarts de final de la Lliga de Campions, tot i que el City va perdre el global de l'eliminatòria davant el que seria el futur campió de la competició.
Va tenir una altra operació de genoll abans de l'inici de la temporada 2021–22, restringint el seu joc fins a l'any nou; a finals de 2021, va ocupar el lloc 34 de la llista de les 100 millors, la seva primera vegada fora del top 10 des que va començar la llista. Amb el club, va guanyar la Copa de la Lliga 2022. Després de deixar el City de nou l'estiu del 2022, Bronze va dir que en el seu últim any amb el club no havia estat del tot feliç ni confiada. The Guardian va informar al voltant de l'època que, tot i que l'entrenador de Bronze i City, Gareth Taylor, no ho havien esmentat en públic, hi va haver tensions entre ells sobre el paper de Bronze a l'equip del City. En la seva segona etapa amb el City, Bronze va ser utilitzada de vegades com a migcampista central al costat de Keira Walsh durant la fase del joc ofensiu, oferint més cobertura per permetre que les altres migcampistes juguessin amb més llibertat, amb Bronze també ocupant tasques de creació de joc, augmentant les seves estadístiques de passada i atac.

### Futbol Club Barcelona (2022-2024)

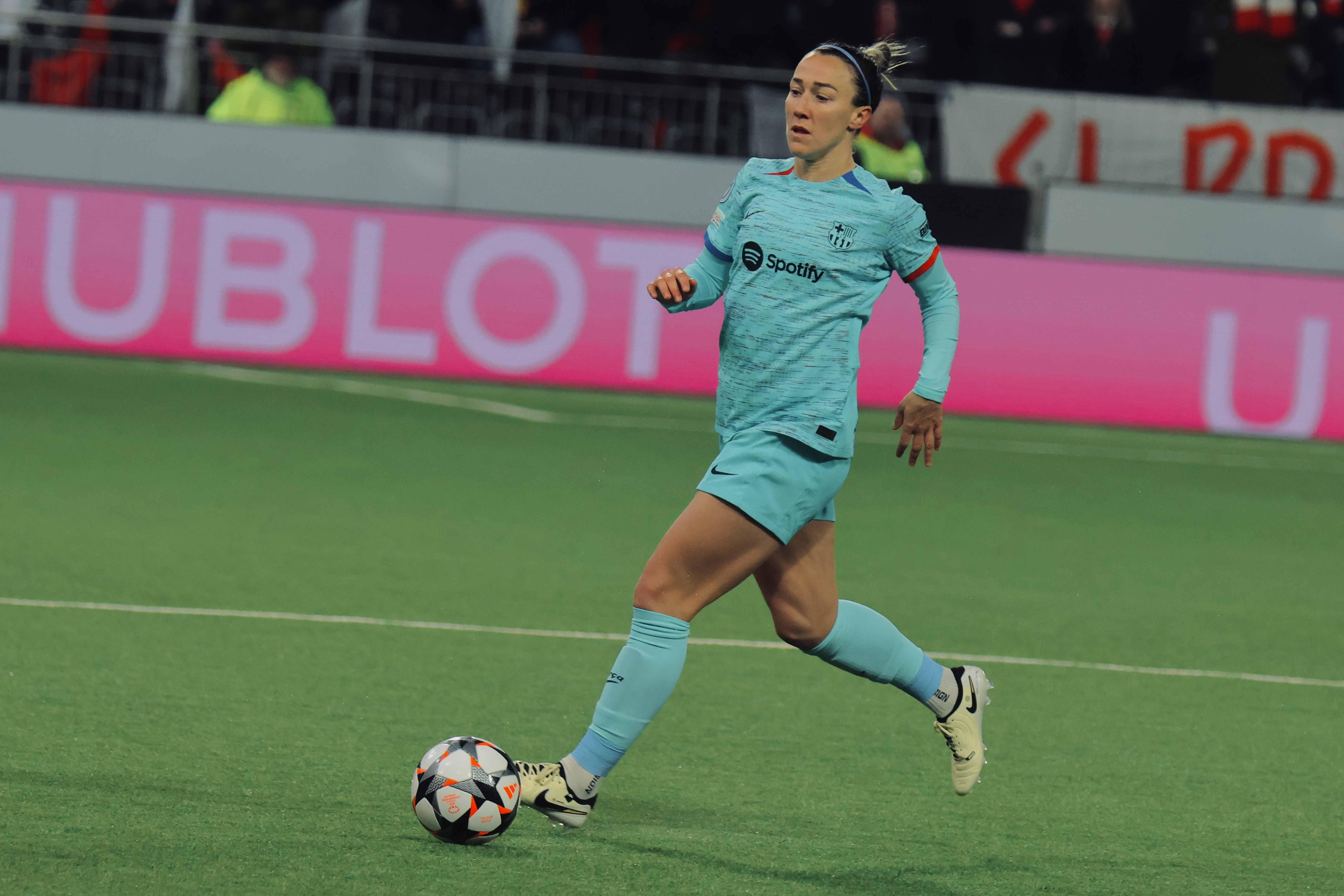
Amb la samarreta del Barça, 2024

El 18 de juny de 2022 s'anuncia que fitxa pel Futbol Club Barcelona signant un contracte de dos anys fins al 2024. L'agost de 2022, el Barcelona va anunciar que registraria Bronze com a portuguesa, perquè els organismes de futbol espanyols i la Reial Federació Espanyola de Futbol (RFEF) no havien acordat, poc abans de l'inici de la temporada, quants extracomunitaris podia inscriure cada equip i això impedia que s'inscrivissin nous jugadors de fora de la UE fins que això es resolgués. Els mitjans espanyols van informar molt sobre la incertesa, i en aquell moment Bronze es va dir que estava «desconcertada per l'enrenou».
Tot i que va preferir jugar fora d'Anglaterra, Bronze va assenyalar que la intensitat i la intel·ligència de l'entrenament a Barcelona era «un nivell addicional» a la dels seus anys al Lió. Es va animar a ser fluida en la seva posició de lateral dreta de la pretemporada i, en el seu primer partit de lliga, es va traslladar al centre del camp al minut 60 per jugar amb la seva companya d'equip i també nou fitxatge anglès Keira Walsh. També va creure que, a més de la intensitat, adaptar-se als entrenaments a Barcelona era més difícil que a Lió, ja que el nucli de l'equip eren totes espanyoles i portaven molts anys jugant juntes, la qual cosa requeria més adaptació fora del camp.
Bronze va marcar el seu primer gol amb el Barcelona en un partit contra l'Atlético de Madrid el 27 de novembre de 2022, amb un cop de cap en el tercer partit del Barcelona. El seu segon gol, en el partit següent, va ser el de la victòria al minut 89, davant la Real Sociedad per preservar la seva ratxa guanyadora. A principis de mes, Bronze s'havia descansat per evitar danys quan va experimentar un brot de la seva lesió al genoll després d'un partit contra el Reial Madrid. Després d'haver estat titular de l'equip en tots els partits importants, Bronze va guanyar el seu primer títol amb elles el 22 de gener de 2023, donant una assistència a la final de la Supercopa, ajudant l'equip a guanyar per 3-0.
El 22 d'abril de 2023, enfrontant-se al Chelsea a la Lliga de Campions, Bronze va patir una lesió al genoll i va haver de ser substituïda; el 25 d'abril va ser operada i es va preveure que no estaria disponible entre dues a sis setmanes. El 30 d'abril, el Barcelona va guanyar la lliga a casa amb quatre partits per jugar i mantenint el rècord de victòries, que finalment es va quedar en seixanta-dues victòries seguides en lliga (incloent tota la lliga anterior i els darrers partits de la 2020-21) quan van empatar a un amb el Sevilla. Bronze va reaparèixer a la final de la Lliga de Campions davant el Wolfsburg i va jugar el partit sencer que van guanyar 3-2, el que suposava el quart títol per a ella i el segon del club.
La temporada 2023-2024, Bronze va formar part de l'equip que va guanyar els quatre títols possibles (Supercopa, Copa, Lliga i Lliga de Campions) i va ser nomenada per la UEFA integrant de l'equip ideal de la competició continental. En aconseguir el títol de Copa de la Reina (l'únic que no havia tingut l'oportunitat de guanyar l'any anterior), Bronze es va convertir en la primera jugadora anglès a guanyar cinc copes d'Europa.
El seu contracte va expirar el 30 de juny de 2024, amb la confirmació de la seva marxa anunciada uns dies abans.

### Chelsea
El 17 de juliol de 2024, es va anunciar que Bronze havia signat un contracte de 2 anys amb el Chelsea FC el que suposava el seu retorn a la FA Women's Super League.

## Estadístiques

### Universitat
| Equip                    | Temporada | Temporada regular NCAA | Temporada regular NCAA | Temporada regular NCAA | Torneig ACC | Torneig ACC | Torneig NCAA | Torneig NCAA | Total   | Total |
| Equip                    | Temporada | Divisió                | Partits                | Gols                   | Partits     | Gols        | Partits      | Gols         | Partits | Gols  |
| ------------------------ | --------- | ---------------------- | ---------------------- | ---------------------- | ----------- | ----------- | ------------ | ------------ | ------- | ----- |
| North Carolina Tar Heels | 2009      | Div. I                 | 6                      | 0                      | 12          | 1           | 6            | 2            | 24      | 3     |

### Club
Actualitzat a l'últim partit jugat el 16 de juny de 2024.
| Club                  | Temporada     | Lliga           | Lliga   | Lliga | Copa    | Copa | Supercopes | Supercopes | Lliga de Campions | Lliga de Campions | Total   | Total |
| Club                  | Temporada     | Divisió         | Partits | Gols  | Partits | Gols | Partits    | Gols       | Partits           | Gols              | Partits | Gols  |
| --------------------- | ------------- | --------------- | ------- | ----- | ------- | ---- | ---------- | ---------- | ----------------- | ----------------- | ------- | ----- |
| Sunderland            | 2007–08       | WPL Northern    | 9       | 4     | 0       | 0    | 1          | 0          | —                 | —                 | 10      | 4     |
| Sunderland            | 2008–09       | WPL Northern    | 9       | 1     | 0       | 0    | 2          | 0          | —                 | —                 | 11      | 1     |
| Sunderland            | 2009–10       | WPL National    | 3       | 0     | 0       | 0    | 0          | 0          | —                 | —                 | 3       | 0     |
| Sunderland            | 2010–11       | WPL National    | 4       | 0     | 0       | 0    | 0          | 0          | —                 | —                 | 4       | 0     |
| Sunderland            | Total         | Total           | 25      | 5     | 0       | 0    | 3          | 0          | —                 | —                 | 28      | 5     |
| Everton               | 2011          | WSL             | 9       | 0     | 0       | 0    | 2          | 0          | 6                 | 0                 | 17      | 0     |
| Everton               | 2012          | WSL             | 11      | 2     | 0       | 0    | 2          | 0          | 0                 | 0                 | 13      | 2     |
| Everton               | Total         | Total           | 20      | 2     | 0       | 0    | 4          | 0          | 6                 | 0                 | 30      | 2     |
| Liverpool             | 2013          | WSL             | 14      | 1     | 1       | 0    | 4          | 0          | —                 | —                 | 19      | 1     |
| Liverpool             | 2014          | WSL 1           | 14      | 2     | 2       | 0    | 5          | 0          | 2                 | 0                 | 23      | 2     |
| Liverpool             | Total         | Total           | 28      | 3     | 3       | 0    | 9          | 0          | 2                 | 0                 | 42      | 3     |
| Manchester City       | 2015          | WSL 1           | 11      | 2     | 1       | 0    | 4          | 0          | —                 | —                 | 16      | 2     |
| Manchester City       | 2016          | WSL 1           | 16      | 2     | 3       | 0    | 4          | 1          | 8                 | 3                 | 31      | 6     |
| Manchester City       | 2017          | WSL 1           | 7       | 1     | 4       | 2    | 0          | 0          | 3                 | 1                 | 14      | 4     |
| Manchester City       | Sub-total     | Sub-total       | 34      | 5     | 8       | 2    | 8          | 1          | 11                | 4                 | 61      | 14    |
| Olympique de Lió      | 2017–18       | Division 1      | 19      | 2     | 3       | 0    | —          | —          | 8                 | 2                 | 30      | 4     |
| Olympique de Lió      | 2018–19       | Division 1      | 16      | 1     | 4       | 0    | —          | —          | 9                 | 1                 | 29      | 2     |
| Olympique de Lió      | 2019–20       | Division 1      | 15      | 0     | 2       | 0    | 1          | 0          | 6                 | 0                 | 24      | 0     |
| Olympique de Lió      | Total         | Total           | 50      | 3     | 9       | 0    | 1          | 0          | 23                | 3                 | 83      | 6     |
| Manchester City       | 2020–21       | WSL             | 18      | 2     | 2       | 0    | 3          | 0          | 5                 | 0                 | 28      | 2     |
| Manchester City       | 2021–22       | WSL             | 13      | 0     | 5       | 0    | 4          | 0          | 0                 | 0                 | 22      | 0     |
| Manchester City       | Subtotal      | Subtotal        | 31      | 2     | 7       | 0    | 7          | 0          | 5                 | 0                 | 50      | 2     |
| Futbol Club Barcelona | 2022–23       | Primera Divisió | 20      | 3     | 1       | 0    | 2          | 0          | 8                 | 0                 | 31      | 3     |
| Futbol Club Barcelona | 2023–24       | Primera Divisió | 21      | 1     | 5       | 0    | 2          | 0          | 10                | 1                 | 38      | 2     |
| Futbol Club Barcelona | Subtotal      | Subtotal        | 41      | 4     | 6       | 0    | 4          | 0          | 19                | 1                 | 70      | 5     |
| Carrera total         | Carrera total | Carrera total   | 229     | 24    | 33      | 2    | 36         | 1          | 66                | 8                 | 364     | 35    |

1. ↑  Inclou Women's FA Cup, Coupe de France i Copa de la Reina
2. ↑  Inclou la Women's Premier League Cup, WSL Cup, Trophée des Championnes i Supercopa d'Espanya

### International
Actualitzat a l'últim partit jugat el 16 de juliol de 2024.
| Any   | Anglaterra | Anglaterra | Gran Bretanya | Gran Bretanya |
| Any   | Partits    | Gols       | Partits       | Gols          |
| ----- | ---------- | ---------- | ------------- | ------------- |
| 2013  | 8          | 0          | N/D           |               |
| 2014  | 6          | 2          | N/D           |               |
| 2015  | 7          | 2          | N/D           |               |
| 2016  | 12         | 0          | N/D           |               |
| 2017  | 17         | 2          | N/D           |               |
| 2018  | 11         | 1          | N/D           |               |
| 2019  | 19         | 1          | N/D           |               |
| 2020  | 0          | 0          | N/D           |               |
| 2021  | 3          | 1          | 4             | 0             |
| 2022  | 17         | 2          | N/D           |               |
| 2023  | 18         | 4          | N/D           | N/D           |
| 2024  | 6          | 0          | N/D           | N/D           |
| Total | 112        | 15         | 4             | 0             |

## Palmarès
Universitat de Carolina del Nord

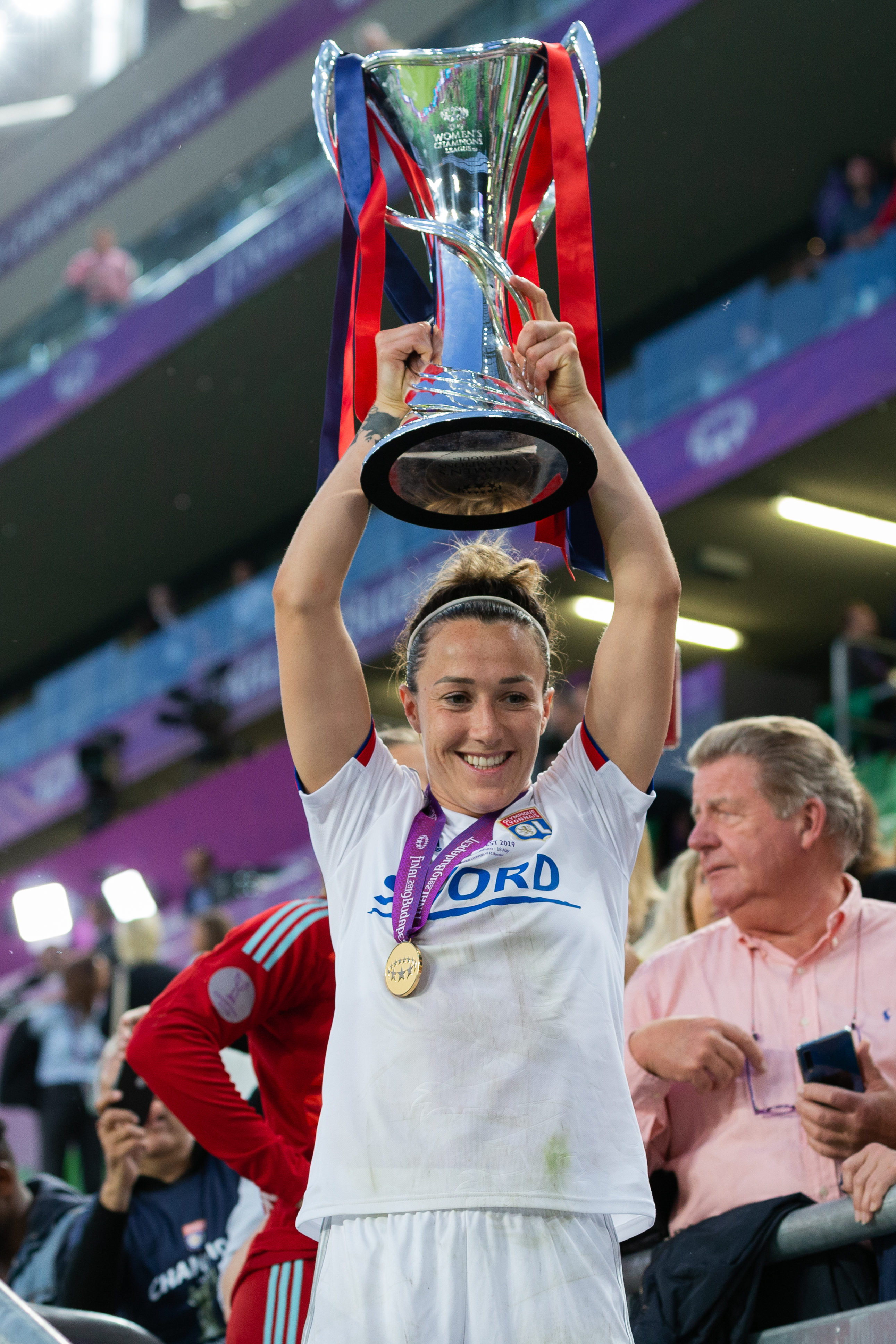
Aixecant la Champions de 2019

- ACC Women's Soccer Tournament: 2009
- NCAA Women's Soccer Championship: 2009[102]

Sunderland
- FA Women's Premier League Northern Division: 2008–09[12]
- Women's FA Cup: finalista 2008–09[27]

Liverpool
- FA WSL: 2013, 2014

Manchester City
- FA WSL: 2016
- FA WSL Cup: 2016, 2021–22
- Women's FA Cup: 2016–17, 2019–20

Lyon
- Lliga de Campions Femenina de la UEFA: 2017–18,[103] 2018–19,[104] 2019–20[105]
- Division 1 Féminine: 2017–18,[106] 2018–19,[107] 2019–20[108]
- Coupe de France féminine: 2019,[109] 2020[110]
- Trophée des Championnes: 2019[56]

Barcelona
- Liga F: 2022–23, 2023–24
- Lliga de Campions Femenina de la UEFA: 2022–23[111] i 2023–24[90]
- Supercopa d'Espanya: 2022–23, 2023–24
- Copa: 2023–24

England sub-19
- Eurocopa sub-19: 2009;[112] finalista 2010[113]

Anglaterra
- Copa del Món tercer lloc: 2015[114]
- Eurocopa: 2022[115]
- Finalíssima Femenina: 2023[116]
- SheBelieves Cup: 2019[117]
- Arnold Clark Cup: 2022,[118] 2023[119]

Individual
- Jugadora de l'any del Sunderland Manager: 2007–08[12]
- NCAA Soccer America All-Freshman Second Team: 2009[120]
- Escollida per a l'equip de l'any del futbol anglès (PFA): 2013–14,[121] 2014–15,[122] 2015–16,[123] 2016–17[124]
- Jugadora de l'any del futbol anglès (PFA): 2013–14,[125] 2016–17[126]
- Escollida a l'equip ideal de la FIFA: 2015,[127] 2019[128]
- Jugadora de l'any de l'Associació Anglesa de Futbol: 2015,[129] 2019[130]
- Nominada a personalitat de l'esport de l'any de la BBC: 2015[131]
- Jugadora de l'any segons les jugadores de l'Associació Anglesa de Futbol: 2016[132]
- Jugadora de la temporada d'MCWFC Etihad Airways: 2016[133]
- Premi a la Millor Jugadora d'Europa de la UEFA: vuietena 2016–17,[134] cinquena 2017–18,[135] guanyadora 2018–19,[136] tercera 2019–20[137][138]
- Equip de l'any de Trophées FFF D1 Féminine: 2017–2018[139]
- Equip de l'any de FIFPRO: 2017,[140] 2019,[141] 2020,[142] 2021,[143] 2022[144]
- Equip ideal de la Federació Internacional d'Història i Estadística de Futbol: 2017,[145] 2018,[146] 2019,[147] 2020,[148] 2022[149]
- Futbolista de l'any de la BBC: 2018,[150] 2020[151]
- Pilota d'Or Femenina: sisena 2018,[49] segona 2019,[152] desena 2022[153]
- Pilota de Plata del Mundial: 2019[154]
- Premis Globe Soccer a la Millor Jugadora de l'any: 2019[155]
- The Best FIFA Women's Player: 2020[62][63]
- Equip ideal mundial de tots els temps de la Federació Internacional d'Història i Estadística de Futbol: 2021[156]
- Equip ideal d'Europa de tots els temps de la Federació Internacional d'Història i Estadística de Futbol: 2021[157]
- Jugadora del mes de la FA WSL: febrer 2021[158]
- Equip ideal d'Anglaterra de tots els temps de la Federació Internacional d'Història i Estadística de Futbol: 2022[159]
- Freedom of the City of London (anunciat l'1 d'agost de 2022)[160]
- Equip ideal de la Lliga de Campions 2023–24 per la UEFA[90]

Ordres
- Membre del Molt Excel·lent Orde de l'Imperi Britànic als honors de Nou Any de 2023[161][161][162]